# بيرة يوسفيان سفلي
بيرة يوسفيان سفلي هي قرية في مقاطعة كليبر، إيران. عدد سكان هذه القرية هو 68 في سنة 2006.